# Kiku–2
Kiku–2 (jelentése krizantém, japán nyelven: きく1号 (菊1号), műszaki kísérleti műhold – Engineering Test Satellite (ETS–2), Japán űrtechnológiai műholdja.

## Küldetés
Az űrtechnológiák tesztelésére műholdsorozatot indítottak, a második példány. A műholdsorozattal a technikai és emberes űrrepülésekkel járó körülményeket kívánták feltérképezni.

## Jellemzői
Építette és működtette Uchu Kagaku Kenkyujo (japánul: 宇宙 科学研究 本部), 1964-től Institute of Space and Astronautical Science (ISAS), 2003-tól JAXA.
1977. február 23-án a Tanegasima Űrközpontból (Tanegashima Space Center) egy N–1F hordozórakétával állították magas Föld körüli pályára (HEO = High-Earth Orbit).
Megnevezései: Kiku–2; Kiku–2 (COSPAR:1977-014A); Engineering Test Satellite (ETS–2). Kódszáma: SSC 9852.
Formája henger alakú, átmérője 140, magassága antennával együtt 191 centiméter. Villamos energiát a felületére szerelt napelemek, éjszakai (földárnyék) energiaellátását ezüst-cink akkumulátorok biztosították. Gázfúvókái segítségével több pályakorrekciót végzett. Mérték a hajtómű teljesítményét (gyorsulás), a keletkezett zajt és rezgéseket, a külső és belső hőmérséklet változásait. Technikai teszteket végeztek: a nyomon követés, az adás vétel (milliméteres és kvázi milliméteres hullámon) és az antenna alkalmazhatóságával, adatrögzítéssel és lejátszással, vizsgálták az űreszköz hatékony és biztonságos szolgálatát. Az orbitális egység pályája 1439,7 perces, 11,9 fokos hajlásszögű, geostacionárius pálya perigeuma 35 854 kilométer, az apogeuma 35 860 kilométer volt. Hasznos tömege 130 kilogramm.
1990. december 10-én belépett a légkörbe és megsemmisült.
A sorozat első műholdja a Kiku–1 (COSPAR:1975-014A), következő műhold a Kiku–3 (COSPAR:1981-012A).